# Mazaceae
Mazaceae, biljna porodica u redu medićolike. Ime je dobila po rodu mazus (Mazus), jednogodišnjem raslinju i puzećim trajnicama iz Azije i Australazije.
Postoje 4 roda s 46 vrsta.

## Opis
Nisko rastuće jednogodišnje ili višegodišnje zeljaste biljke, rizomatozne. Lišće nasuprotno, često postaje spiralno tvoreći bazalnu rozetu; rubovi općenito nazubljeni. Pediceli se izmjenjuju; brakteje i brakteole male ili ih nema, ili (ne u Australiji) su široke. Čaška zvonasta ili dvousna; čašičnih listića 5. Vjenčić 2-usan; cijev kratka ili jedva prelazi čašku; stražnja usna uspravna, jajolika, emarginirana: prednja usna duža, široka, raširena, 3-režnjevita, s 2 otekline blizu dna grla. Prašnika 4, u dva para nejednake dužine. Jajnik gornji; karpela 2 (srasla);lokula 1; stigma dvousna, osjetljiva; ovula mnogo. Kapsula okruglasta ili komprimirana; čaška postojana; sjeme vrlo sitno, jajasto. 

## Rasprostranjenost
Svijet: 4 roda, 46 vrsta, uglavnom istočna i jugoistočna Azija, također Nova Gvineja, Novi Zeland i Australija; Australija 1 vrsta (endem, Mazus pumilio).

## Rodovi
1. Puchiumazus Bo Li, D. G. Zhang & C. L. Xiang (1 sp.)
2. Dodartia Tourn. ex L. (1 sp.)
3. Lancea Hook.f. & Thomson (2 spp.)
4. Mazus Lour. (42)